# Ferdinand Gregorovius
Ferdinand Gregorovius (Neidenburg, 19 de gener de 1821 - Múnic, 1 de maig de 1891) fou un historiador i periodista alemany, encara que va viure molt de temps a Itàlia, ja que es va especialitzar en la història medieval de l'antiga Roma.
És conegut per obres com Wanderjahre in Italien, les seves narracions sobre els viatges que va realitzar a través d'Itàlia en els anys 1850, i la monumental, en vuit volums, "Die Geschichte der Stadt Rom im Mittelalter" (en català: Història de la ciutat de Roma a l'Era Medieval) (1855-71), que li valgué d'ésser nomenat ciutadà honorari de Roma, una clàssica història medieval i del Renaixement primerenc.
També va escriure biografies del papa Alexandre VI, de l'emperador Hadrià (1848) i Lucrezia Borgia (1874), com també obres en històries romanes d'Orient i de l'Atenes medieval.

## Obres
- Der Tod des Tiberius ("La Mort de Tiberi", 1851)
- Geschichte des römischen Kaisers Hadrian und seiner Zeit ("Historia de l'emperador Romà Hadrià i la seva època", 1851)
- Corsica (1854)
- Göthe's Wilhelm Meister in seinen socialistischen Elementen entwickelt. Schwäbisch Hall: E. Fischhaber, 1855.
- Geschichte der Stadt Rom im Mittelalter (1859-1872)
- Wanderjahre in Italien[1] (1856-1877)
- Geschichte der Stadt Athen im Mittelalter. Von der Zeit Justinians bis zur türkischen Eroberung ("Historia d'Atenas a l'Era Medieval. Des de Justinià fins a la conquesta turca", 1889)
- Lucrezia Borgia (1874)